# Соединение с натягом
Соединение с натя́гом, опрессо́вка — технологическая операция получения условно разъёмного соединения, которое получается при вставлении одной детали (или части её) в отверстие другой детали при посадке с натягом. Обычно соединяют детали с цилиндрическими или коническими поверхностями, также эти поверхности могут быть эллиптическими, призматическими и др. Для получения неподвижного соединения необходим натяг (положительная разность диаметров вала и отверстия). После сборки вал и отверстие благодаря упругим и пластическим деформациям принимают один размер.
Сборка соединения с натягом производится запрессовкой или температурным деформированием.

## Сборка запрессовкой
В зависимости от относительной величины натяга, пластичности материалов, качества поверхности запрессовка производится с различными усилиями и на различном оборудовании.

## Сборка температурным деформированием
Позволяет произвести сборку наименьшими усилиями (свободное соединение) и минимальными повреждениями. Это достигается нагревом отверстия (но ниже температуры структурных изменений) или охлаждением вала (сухой лёд −79 °C, жидкий азот −198,6 °C), либо использованием обоих методов одновременно. При сильном нагреве охватывающей детали при сборке может возникнуть «спекание», при котором соединение окажется неразборным.

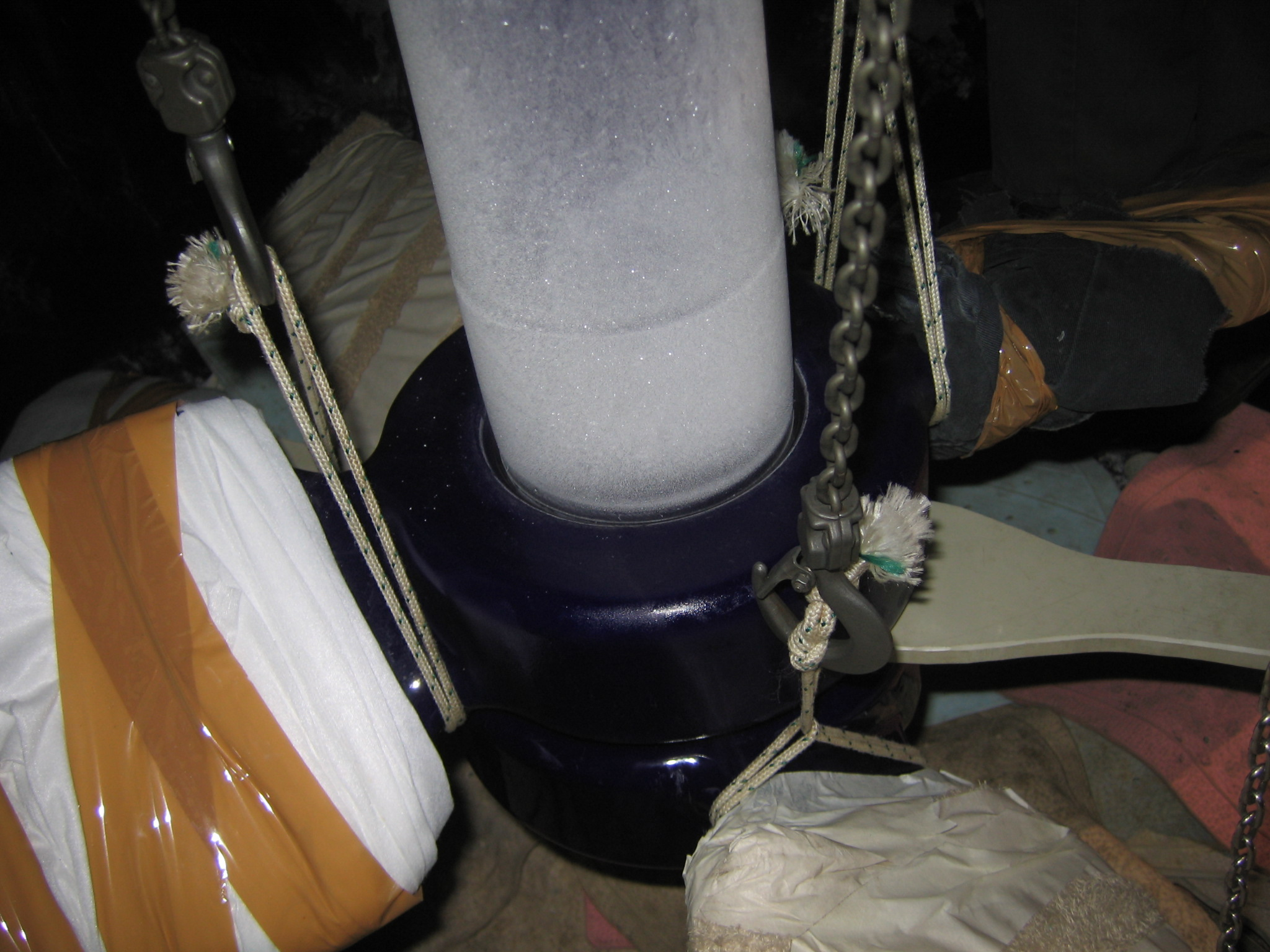
Сборка стеклянного импеллера (Cryo-Lock) на стеклянный вал в стеклянном химическом реакторе (стекло в виде стеклоэмалевого покрытия на металл) с помощью охлаждения вала жидким азотом. Азот подаётся по каналу внутри вала.

## Разборка соединения
Разборка соединения производится в обратной последовательности в направлении рассоединения деталей распрессовкой или температурным деформированием.
При распрессовке можно применить гидростатическую распрессовку как дополнительное средство для более лёгкого снятия детали. Для этого необходимо подать гидравлическое масло под давлением по каналу (предусмотренному конструкцией вала или ступицей) под место соединения. Под действием гидравлических сил масло раздвигает соединение, образуя зазор, и одновременно вымывает и смазывает его, что позволяет выпрессовывать с меньшими усилиями и с меньшими повреждениями.

## Расчёт соединения с натягом

### Температурное деформирование
Для этого способа необходимо рассчитать разность температур {\displaystyle \Delta t} вала и отверстия. При этом принимают
где {\displaystyle N} — натяг посадки; {\displaystyle z_{0}} — минимальный зазор, необходимый для свободного соединения деталей, {\displaystyle z_{0}=0,01mm} при {\displaystyle d=30...80mm}, {\displaystyle z_{0}=0,015mm} при {\displaystyle d=80...180mm}, {\displaystyle z_{0}=0,02mm} при {\displaystyle d=180...400mm}; {\displaystyle \alpha } — коэффициент линейного расширения; {\displaystyle d} — номинальный диаметр.

### Запрессовка
Расчёт соединения с натягом втулки и вала. При этом втулка и вал (если в нём имеется отверстие) считается толстостенным цилиндром (то есть толщина стенки которых не более чем в пять раз меньше радиуса цилиндра).
Исходя из сил, действующих на соединение, находим контактное давление {\displaystyle p}:
где {\displaystyle k} — коэффициент запаса сцепления {\displaystyle k=1,5...3}; {\displaystyle F} — осевая сила; {\displaystyle M} — крутящий момент; {\displaystyle d} — номинальный диаметр; {\displaystyle l} — длина соединения; {\displaystyle f} — коэффициент трения скольжения.
Далее находим расчётный натяг {\displaystyle N_{p}}:
,
где {\displaystyle E} — модуль упругости; {\displaystyle \mu } — коэффициент Пуассона.
Так как имеются неровности профиля, которые деформируются и затрудняют продвижение запрессовки, полученное значение увеличиваем на величину поправки и получаем практический натяг:
где {\displaystyle Ra_{1}} и {\displaystyle Ra_{2}} — среднее арифметическое отклонение профиля микронеровностей посадочных поверхностей (см. шероховатость).
Если сборка производится температурным деформированием, то нет необходимости вводить поправку.

## Применение
Посадки подшипников на вал или в корпус, запрессовка внутренней части (с нарезами) во внешнюю трубу у орудийных стволов, соединение импеллера с валом в химическом реакторе и т. д.

## История
Считается одной из наидревнейших технологических операций, как операция насаживания каменного топора на топорище.